# Philharmonieorchester Sendai

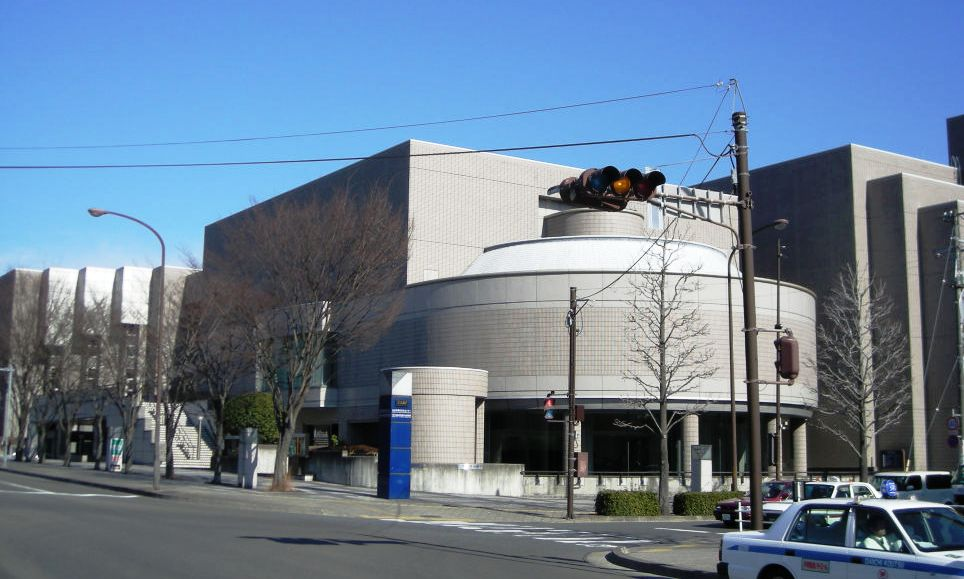
Jugend- und Kulturzentrum Sendai

Das Philharmonieorchester Sendai (jap. 仙台フィルハーモニー管弦楽団, Sendai Firuhāmonī Kangen Gakudan) ist ein professionelles japanisches Sinfonieorchester, das im März 1973 als Amateurorchester unter der Bezeichnung „Philharmonieorchester Miyagi“ (宮城フィルハーモニー管弦楽団, Miyagi Firuhāmonī Kangen Gakudan) gegründet wurde.
Zwei Jahre später wurde der Philharmonieverein Miyagi zur Verwaltung des Orchesters ins Leben gerufen. 1978 erreichte das Orchester das Niveau eines professionellen Orchesters. Zuzüge von Mitgliedern des Yamagata-Sinfonieorchesters und die Ausgründung des „Neuen Philharmonieorchesters Sendai“ festigten den Status als professionelles Orchester. Als 1989 die Stadt Sendai eine durch Regierungsverordnung bestimmte Großstadt wurde, hat man auch den Namen des Orchesters von Miyagi zu Sendai angepasst. Das Orchester hat seinen Sitz im Stadtbezirk Aoba, in Sendai.
Das Orchester ist reguläres Mitglied der japanischen Orchester-Vereinigung und wirkt als solches am alljährlichen „Orchester-Tag“ mit. Es gibt regelmäßig Konzerte im Jugend- und Kulturzentrum Sendai (auch Hitachi Systems Hall genannt) und beteiligt sich am alljährlichen Klassikfestival Sendai (仙台クラシックフェスティバル) und am „Internationalen Musikwettbewerb Sendai“ (仙台国際音楽コンクール). Außerdem spielt das Orchester anlässlich des jährlich stattfindenden Lichtfestumzugs Sendai (Sendai光のページェント, Sendai hikari no Pageant).

## Statistische Daten
Ehemalige Musikdirektoren und Dirigenten des Orchesters:
- 1973–1980 Yoshikazu Kakatoka (Dirigent)
- 1980–1983 Yoshikazu Fukumura (Dirigent)
- 1983–1989 Yasushi Akutagawa (Musikdirektor) und Kazuaki Momiyama (Dirigent)
- 1989–2006 Yūzō Toyama (Musikdirektor)
- 1989–1999 Masahiko Enkōji (Dirigent)
- 2000–2006 Toshiaki Umeda (Dirigent)
- 2006–2008 Pascal Verrot (Chefdirigent), Kazuhiro Koizumi (Gastdirigent) und Kazufumi Yamashita (Dirigent)
- 2009–2012 Pascal Verrot (Chefdirigent), Kazufumi Yamashita (Dirigent), Kazuhiro Koizumi (Gastdirigent)
- 2012–2018 Pascal Verrot (Chefdirigent), Kazuhiro Koizumi (Gastdirigent), Kazugi Yamada (Musikpartner)
- seit 2018 Taijiro Iimori (Chefdirigent), Ken Takaseki (Resident Conductor), Kosuke Tsunoda (Dirigent)[2]

| Jahr | Konzerte | Konzerte           | Konzerte         | Vereinsmitglieder | Besucherzahl |
| Jahr | gesamt   | Abonnentenkonzerte | Auftragskonzerte | Vereinsmitglieder | Besucherzahl |
| ---- | -------- | ------------------ | ---------------- | ----------------- | ------------ |
| 2006 | 114      | 37                 | 76               | 555               | 81.300       |
| 2007 | 127      | 38                 | 89               | 597               | 86.300       |
| 2008 | 117      | 38                 | 79               | 598               | 86.900       |
| 2009 | 108      | 44                 | 64               | 899               | 76.464       |